# Sirin

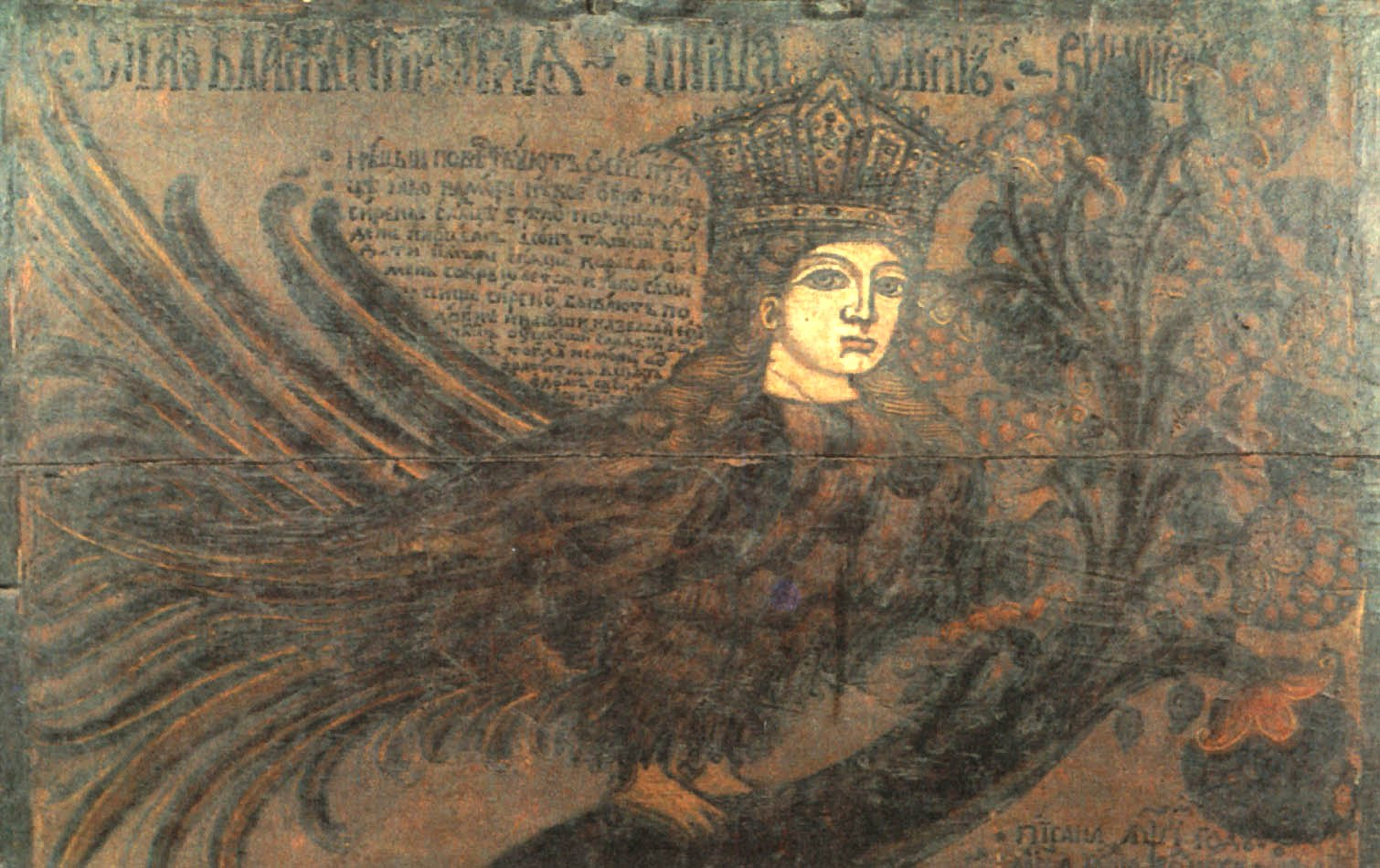
Pájaro Sirin en una vid. 1710

El Sirin es una criatura mitológica de las leyendas rusas, con la cabeza y el pecho de una mujer hermosa y el cuerpo de un ave (por lo general un búho). Según el mito, vive "en las Tierras Indias", cerca del Edén o alrededor del río Éufrates.
Estos seres, medio-mujeres, medio-aves, se basan directamente en los mitos griegos y más tarde en el folclore acerca de las sirenas. Fueron retratadas por lo general con una corona o con un nimbo. Cantaban hermosas canciones a los santos, anunciando futuras alegrías. Para los hombres, sin embargo, eran peligrosas. Aquellos que escuchaban sus canciones olvidaban todo, las seguían, y finalmente morían. Se deben tirar cañonazos, echar campanas al vuelo o hacer cualquier otro sonido fuerte para asustarlas. Más tarde (siglos XVII y XVIII), la imagen de las Sirins cambió y comenzó a simbolizar la armonía del mundo (ya que viven cerca del paraíso). En aquellos tiempos se creía que sólo las personas muy felices podían escuchar a una Sirin, y sólo muy pocos podían verlas porque son muy rápidas y escurridizas, como la felicidad humana. Simbolizan la alegría eterna, la felicidad celeste.

## Galería

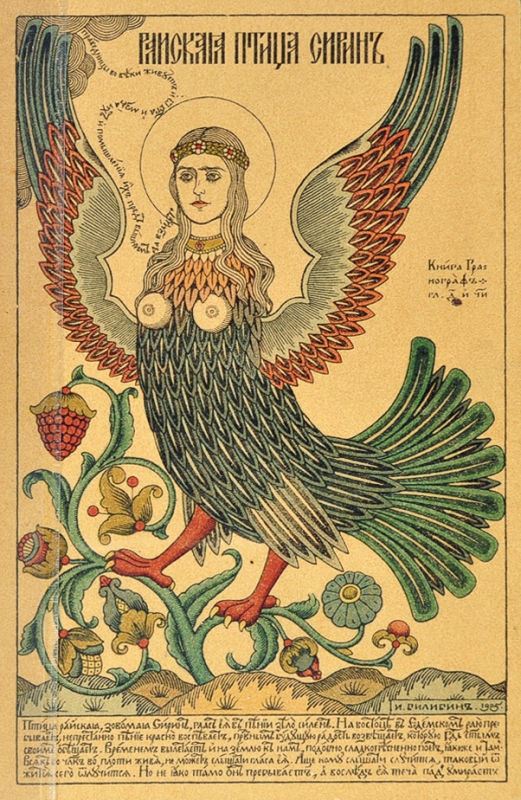
Sirin por Iván Bilibin
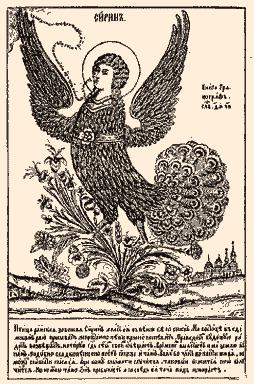
Sirin (postal) (1908)
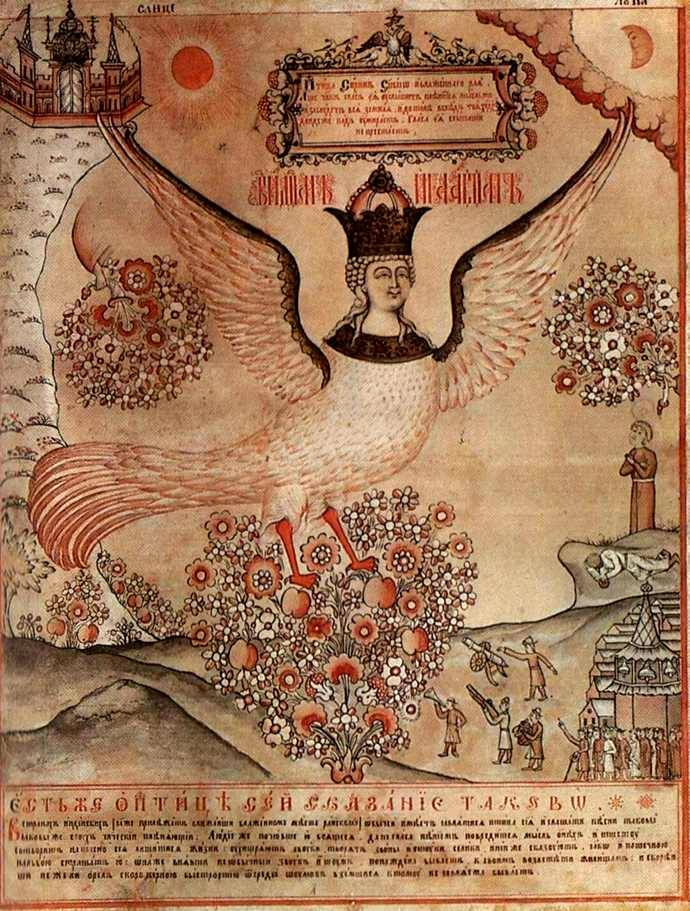
Lubok de un Sirin ruso siglo XIX
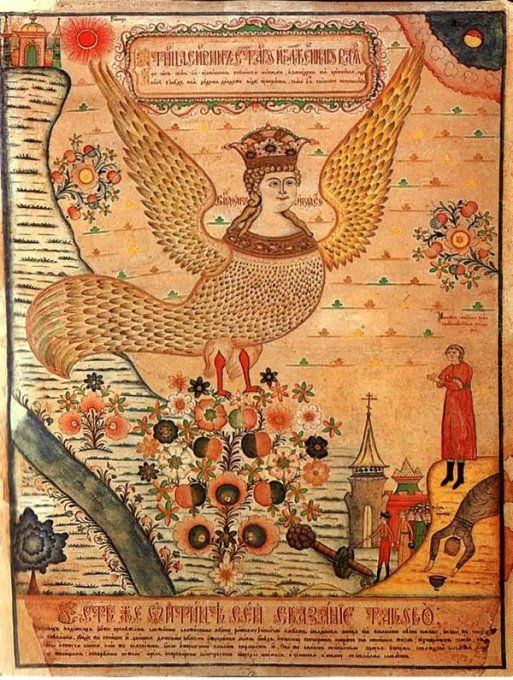
Lubok de un Sirin ruso siglo XIX
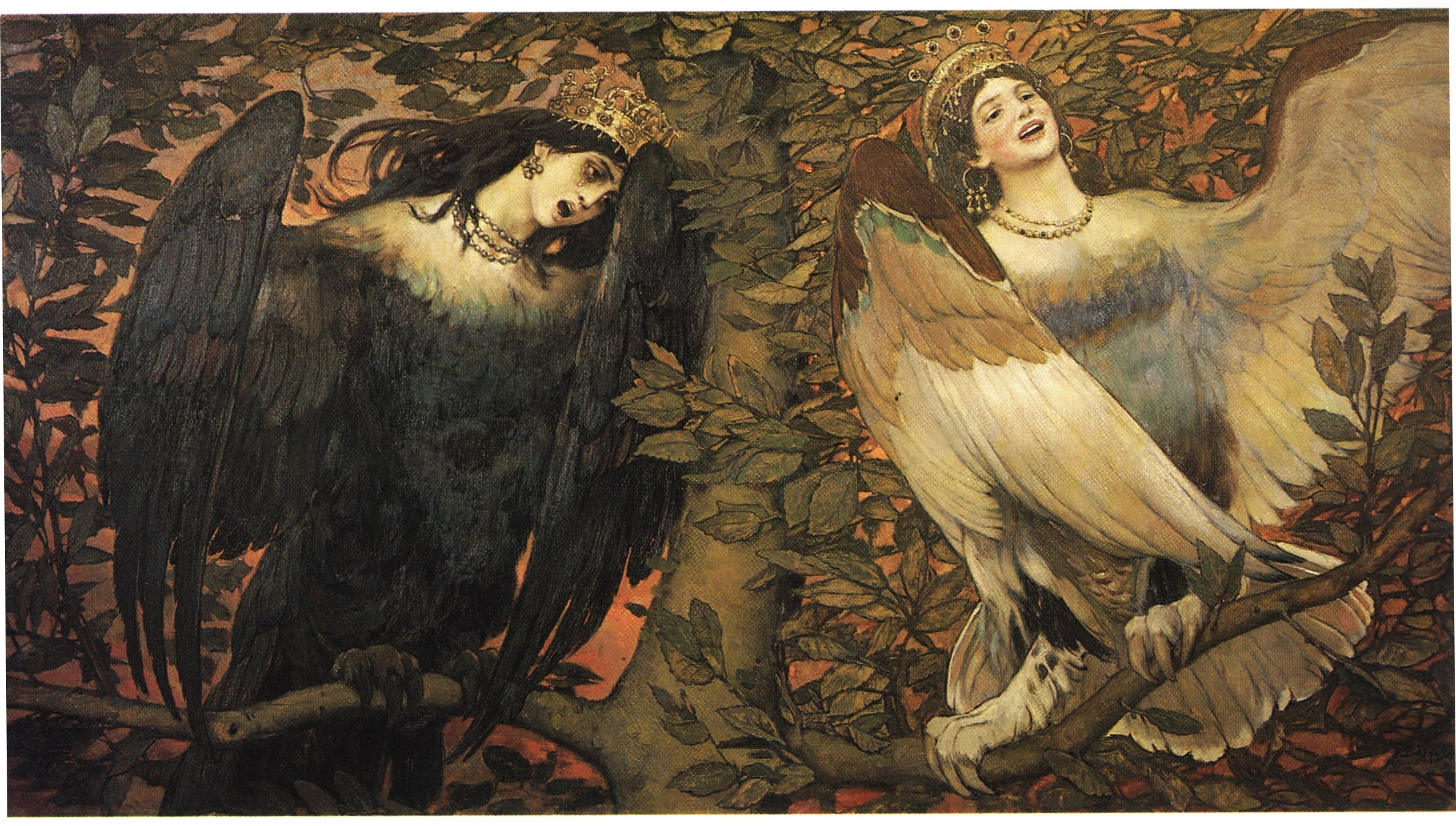
Víktor Vasnetsov. Sirin (izquierda) y Alkonost Aves de alegría y tristeza (1896)